# الحاجز المستعرض
إن الحاجز المستعرض هو كتلة سميكة من اللحمة المتوسطة القحفية التي تنشئ أجزاءً من الحجاب الحاجز في المساريق البطنانية من المعى الأمامي في الجنين المتشكل.

## النشأة
ينشأ الحاجز المستعرض بصورة أساسية باعتباره أكثر الأجزاء قحفية في اللحمة المتوسطة في اليوم الثاني والعشرين. وفي أثناء الطي القحفي الذنبي يتخذ ذلك الحاجز موضعًا ذنبيًا بالنسبة للقلب الآخذ في النمو عند مستوى الفقرة الرقبية. وفي الأسابيع اللاحقة تنمو النهاية الظهرانية في الجنين نموًا أسرع كثيرًا عن مثيله في النهاية البطنانية مما يؤدي إلى تدلٍ واضح للنهاية البطنانية الواقعة خلف الحاجز المستعرض. ويمكن أن تجدها في الأسبوع الثامن عند مستوى الفقرات الصدرية.

## التعصيب
بعد نجاح عملية الطي القحفي الذنبي، يلتقط الحاجز المستعرض تعصيبًا من الفروع البطنية المتاخمة في الأعصاب الشوكية C3 وC4 وC5, وبهذا تتشكل طلائع العصب الحجابي. وفي أثناء نزول الحاجز، يحمل معه العصب الحجابي ويتخذ مسار النزول الخاص به.
في أثناء التطور الجنيني لـ الحجاب الحاجز، تغزو خلايا الأرومة العضلية من الحاجز المكونات الأخرى في الحجاب الحاجز. وبهذا ينشأ التعصيب الحركي والحسي للحجاب العضلي من خلال العصب الحجابي.

## المشتقات
يعمل الجزء الجمجمي من الحاجز المستعرض على تكوين الوتر المركزي للحجاب ويكون هو أصل الأرومة العضلية التي تخترق الثنايا الجنبية الصفاقية الأمر الذي يؤدي إلى تكون الحجاب العضلي.
يتم اختراق الجزء الذنبي من الحاجز المستعرض بواسطة الرتج الكبدي الذي ينقسم داخله لتكوين الكبد وبهذا تنشأ المساريق البطنانية في المعي الأمامي، الذي هو بدوره طليعة الترب الصغير والصفاق الحشوي في الكبد والرباط المنجلي.
ورغم أن الكبد ليس مشتقًا من الحاجز المستعرض، فإن نمو الكبد يعتمد اعتمادًا كبيرًا على الإشارات التي تنشأ هنا. وتنتج بروتينات التخليق العظمي BMP-2 وBMP-4 وBMP-7 من ارتباط الحاجز المستعرض بإشارات عامل النمو الليفي (FGF) من جزء التحفيز في الأديم القلبي المتوسط في المعي الأمامي لكي ينشأ متميزًا في اتجاه تكون الكبد.

## صور إضافية

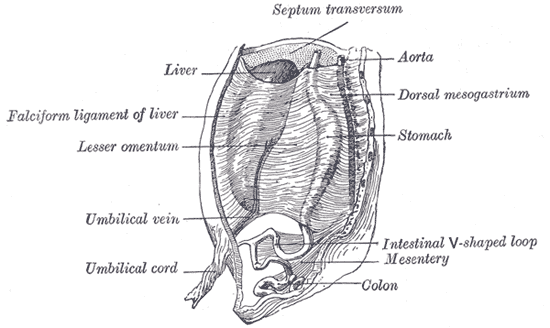
المساريق الأولية في جنين إنسان عمره ستة أسابيع، نصف تخطيط.

## وصلات خارجية
- LWW.com